# 김대산 (축구 선수)
김대산(1990년 4월 6일 ~ )은 대한민국의 축구 선수이며, 포지션은 센터백이다.